# Game Done Changed
«Game Done Changed» (укр. «Гру виконано змінено») — десята серія тридцять четвертого сезону мультсеріалу «Сімпсони», прем'єра якої відбулась 4 грудня 2022 року у США на телеканалі «Fox».

## Сюжет
Барт грає в жорстоку відеогру у віртуальній реальності, лаючись і вживаючи жорстокі слова. Втручається Мардж, яка зупиняє гру. Разом з Гомером вони дають хлопчику старий комп'ютер із грою, безпечною для дітей, «Boblox». Своєю чергою Мардж також грає у неї з Меґґі.
Коли Барт змушує Мілгауса грати в гру, то помічають, що гра несправна на старому комп'ютері, який вони використовують: коли Мілхаус продає ігровий ірокез за Bobux, преміальну валюту, він знову отримує ірокез. Барт розуміє, що це можна використати, щоб заробити справні гроші на грі. Для цього вони збирають разом інших учнів Спрінґфілдської початкової школи, повної старих комп'ютерів, щоб масово використовувати несправність.
Тим часом Мардж знайомить Меґґі зі світом «Boblox». Раптово Мардж усвідомлює, що її донька вперше в житті може спілкуватися з нею, за допомогою емодзі. Згодом до них приєднуються Гомер і Ліса.
У школі директор Скіннер дізнається, що Інтернет трафік школи зріс. Коли він йде до комп'ютерного класу, то розкриває аферу Барта. Барт намагається переконати Скіннера дозволити їм продовжувати кампанію та, через низку додатків, заробити реальні гроші, частину яких Скіннер отримає, щоб покращити школу, про що мріє директор. Скіннер погоджується допомогти.
Згодом Скіннер починає жорстоко ставитися до учнів змушуючи їх грати більше і більше. Несподівано у грі на учнів нападає група гравців, «Соняшники», з іншої школи.
Барт з'ясовує, що це школа «Безмежні прикордонні горизонти» з педагогікою Монтесорі. Він і Скіннер намагаються вмовити директорку Сандру зупинити своїх учнів. Однак, вони усвідомлюють, що не Сандра керує школою, а учениця Трут-Енн. Дівчинка і Барт майже домовилися розділити територію у грі, однак Скіннер відмовляється, оголошує війну «Соняшникам». Коли Барт протистоїть, Сеймур його звільняє з команди і робить Мілгауса новим лідером для війни проти «Соняшників».
Попри все учні Спрінґфілдської початкової школи починають серйозно програвати війну, тому Скіннер вдається до радикальних заходів, щоб перемогти. Він бере бульдозер і готується знести будівлю комп'ютерного класу «Безмежних прикордонних горизонтів». Однак, з'являється Барт і втихомирює Скіннера зупинивши його. Удвох вони повертаються додому.
У фінальній сцені Нед Фландерс помічає, що пошта Сімпсонів накопичуються, він йде в будинок, щоб дізнатися, що не так із сім'єю. Виявивши Гомера, Мардж, Лісу та Меґґі «приклеєними» до своїх екранів, Нед відступає та вибігає з дому.

## Виробництво
Світ «Boblox» — сатира на відеогру «Roblox». За словами співвиконавчого продюсера Роба Лазебника, для пародіювання гри творча команда витратила багато часу на кольори «Boblox», фони, звукові сигнали та пищання.
Сцену з тако зі світу «Boblox» скоротили у часі.

## Культурні відсилання та цікаві факти
- Головний сюжет віддалено нагадує фільм 2022 року «Jerry and Marge Go Large» (укр. «Джеррі та Мардж йдуть по-великому»), в якому, вирішуючи головоломки з коробок з пластівцями, менеджер вирішує обдурити лотерею через збій[4].
- Скіннер наводить цитату з епізоду серіалу «Дроти»[4].
- У кінцевих титрах звучить пісня «Way Down in the Hole» гурту «The Blind Boys of Alabama»[5].

## Ставлення критиків і глядачів
Під час прем'єри серію переглянули 1,16 млн осіб, з рейтингом 0.4, що зробило її найпопулярнішим шоу на каналі «Fox» тієї ночі.
Тоні Сокол з «Den of Geek» дав серії чотири з половиною з п'яти зірок, сказавши:
|  | Серія хитра, моторошно підривна і повністю задовольняє… Всі [сюжетні] арки працювали… Веселий та показовий епізод. |

Водночас Метью Свінґовскі із сайту «Bubbleblabber» оцінив серію на 6,5/10, сказавши, що «це була не найкраща серія, але вона була досить хорошою».
Згідно з голосуванням на сайті The NoHomers Club більшість фанатів оцінили серію на 4/5 із середньою оцінкою 3,46/5.